# 阿马迪纳
阿马迪纳是巴西巴伊亚州的一个市镇。总面积246.89平方公里，总人口6604人，人口密度26.7人/平方公里。